# 中村蝶之介
中村 蝶之介（なかむら ちょうのすけ、1976年（昭和51年）9月24日 - ）は俳優、歌舞伎役者。屋号は播磨屋、定紋は揚羽蝶。2016年に廃業。現在は銀座 蔦屋書店日本文化コンシェルジュ。

## 人物
1976年（昭和51年）9月24日、大分県出身。国際基督教大学教養学部人文科学科中退。
第14期国立劇場歌舞伎俳優研修修了生。中村又五郎一門。立役。1999年（平成11年）1月、歌舞伎座で中村蝶之介を名乗る。
2016年に廃業。現在は銀座 蔦屋書店日本文化コンシェルジュ。